# I-home

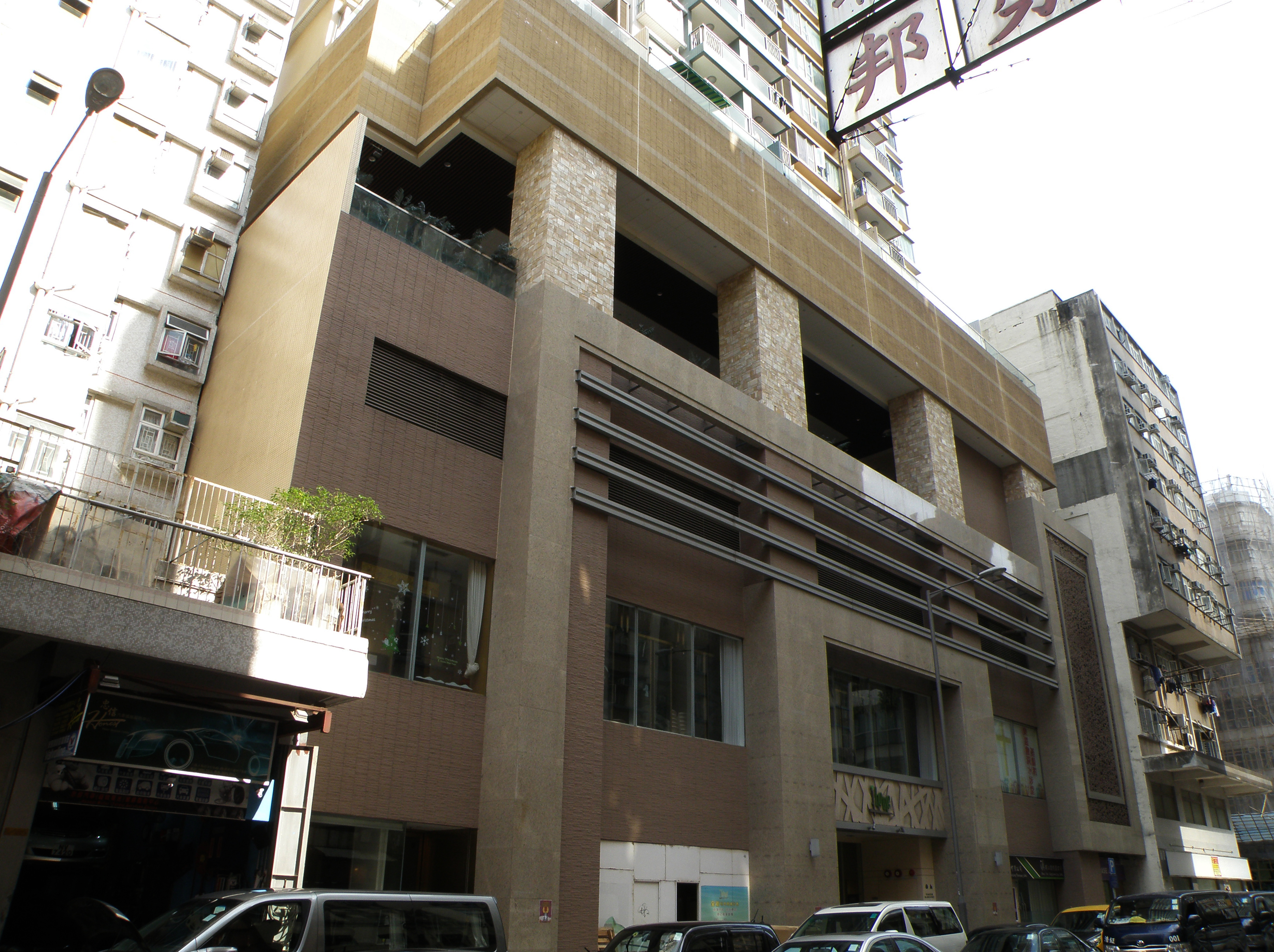
i-home基座

i-home是一個位於香港九龍大角咀洋松街38號的單幢住宅楼，由華人置業与香港市區重建局合作發展。樓高41層（頂樓是47樓，但不設4樓，13樓，14樓，24樓，34樓及44樓；20樓則設空中花園），項目於2009年3月開售，同年8月3日入伙。

## 簡介
i-home是單幢住宅，樓高41層（頂樓是47樓，但不設4樓，13樓，14樓，24樓，34樓及44樓；20樓則設空中花園），合共提供182伙單位（5樓至46樓每層有5伙單位，A、B、E室是2房而C、D室是1房，47樓則只有2伙單位）。附近為新重建住宅區如新鴻基地產形品·星寓及柏豐28。管理費為$3。

## 住客會所
3樓住客會所「i-club」免費設施包括約23米長泳池、按摩池、閒適池、健身室、日光臺、資訊世紀、悠閒徑、四季園林、三色環保回收筒（設於3字樓露天部分）、燒烤區。20樓則設「Sky 20」空中花園，設施包括棋盤區、健足池、優閒徑、茶樂園、綠意閣及珍藏間。

## 停車場
- 停車場樓高２層，與大廈是分開興建的，只靠天台（３樓）的無蓋通道與大廈連接
- 持有已登記的住戶八達通才能進出停車場
- 停車場出入口設於必發道
- 停車場地面設有上落貨區（住戶及商戶）
- 停車場１樓設有１０個普通車位及２個特別用途車位
- 停車場２樓設有１０個普通車位及１個特別用途車位
- 停車場設有車輛升降機及載人升降機

## 外部連結
- I-home（页面存档备份，存于）
- 華置i-home網站